# Ronde van Noorwegen 2014
De 4e editie van de wielerwedstrijd Ronde van Noorwegen vond in 2014 plaats van 21 tot en met 25 mei. De start was in Larvik, de finish in Hønefoss. De ronde maakte deel uit van de UCI Europe Tour 2014, in de categorie 2.HC. In 2013 won Edvald Boasson Hagen, in eigen land. Dit jaar won de Pool Maciej Paterski

## Deelnemende ploegen
| WorldTour    | ProContinentaal             | Continentaal     |
| ------------ | --------------------------- | ---------------- |
| Belkin       | Caja Rural-Seguros RGA      | FixIT.no         |
| Katjoesja    | CCC Polsat Polkowice        | Frøy-Bianchi     |
| Tinkoff-Saxo | IAM Cycling                 | Joker            |
|              | MTN-Qhubeka                 | Motiv3           |
|              | RusVelo                     | Øster Hus-Ridley |
|              | Topsport Vlaanderen-Baloise | Ringeriks-Kraft  |
|              | Unitedhealthcare            | Sparebanken Sør  |
|              | Wanty-Groupe Gobert         |                  |

## Etappe-overzicht
| etappe | datum  | start      | finish      | type       | afstand  | winnaar            | klassementsleider  |
| ------ | ------ | ---------- | ----------- | ---------- | -------- | ------------------ | ------------------ |
| 1e     | 21 mei | Larvik     | Larvik      | Vlakke rit | 147,5 km | Alexander Kristoff | Alexander Kristoff |
| 2e     | 22 mei | Drøbak     | Sarpsborg   | Vlakke rit | 193,5 km | Marc de Maar       | Marc de Maar       |
| 3e     | 23 mei | Årnes      | Budor       | Heuvelrit  | 177,8 km | Sep Vanmarcke      | Marc de Maar       |
| 4e     | 24 mei | Brumunddal | Lillehammer | Vlakke rit | 195,3 km | Bauke Mollema      | Marc de Maar       |
| 5e     | 25 mei | Gjøvik     | Hønefoss    | Vlakke rit | 166 km   | Alexander Kristoff | Maciej Paterski    |

## Etappe-uitslagen

### 1e etappe
| Larvik - Larvik (147,5 km) |                      |                             |          |
| Plaats                     | Naam                 | Ploeg                       | Tijd     |
| Winnaar                    | Alexander Kristoff   | Katjoesja                   | 3u24'18" |
| 2                          | Sondre Holst Enger   | Sparebanken Sør             | z.t.     |
| 3                          | Tom Van Asbroeck     | Topsport Vlaanderen-Baloise | z.t.     |
| 4                          | Lars Petter Nordhaug | Belkin                      | z.t.     |
| 5                          | Zico Waeytens        | Topsport Vlaanderen-Baloise | z.t.     |
| 6                          | Bartłomiej Matysiak  | CCC Polsat Polkowice        | z.t.     |
| 7                          | Gerald Ciolek        | MTN-Qhubeka                 | z.t.     |
| 8                          | Thomas Sprengers     | Topsport Vlaanderen-Baloise | z.t.     |
| 9                          | Maciej Paterski      | CCC Polsat Polkowice        | z.t.     |
| 10                         | Jo Kogstad Ringheim  | Joker                       | z.t.     |
|                            |                      |                             |          |
| 16                         | Bauke Mollema        | Belkin                      | z.t.     |

| Algemeen klassement |                      |                             |          |
| Plaats              | Naam                 | Ploeg                       | Tijd     |
| Gouden trui         | Alexander Kristoff   | Katjoesja                   | 3u24'08" |
| 2                   | Sondre Holst Enger   | Sparebanken Sør             | + 4"     |
| 3                   | Tom Van Asbroeck     | Topsport Vlaanderen-Baloise | + 6"     |
| 4                   | Lars Petter Nordhaug | Belkin                      | + 10"    |
| 5                   | Zico Waeytens        | Topsport Vlaanderen-Baloise | z.t.     |
| 6                   | Bartłomiej Matysiak  | CCC Polsat Polkowice        | z.t.     |
| 7                   | Gerald Ciolek        | MTN-Qhubeka                 | z.t.     |
| 8                   | Thomas Sprengers     | Topsport Vlaanderen-Baloise | z.t.     |
| 9                   | Maciej Paterski      | CCC Polsat Polkowice        | z.t.     |
| 10                  | Jo Kogstad Ringheim  | Joker                       | z.t.     |
|                     |                      |                             |          |
| 16                  | Bauke Mollema        | Belkin                      | z.t.     |

### 2e etappe
| Drøbak - Sarpsborg (193,5 km) |                      |                             |          |
| Plaats                        | Naam                 | Ploeg                       | Tijd     |
| Winnaar                       | Marc de Maar         | Unitedhealthcare            | 4u38'38" |
| 2                             | Maciej Paterski      | CCC Polsat Polkowice        | z.t.     |
| 3                             | Alexander Kristoff   | Katjoesja                   | + 12"    |
| 4                             | Aleksejs Saramotins  | IAM Cycling                 | z.t.     |
| 5                             | Sondre Holst Enger   | Sparebanken Sør             | z.t.     |
| 6                             | Marko Kump           | Tinkoff-Saxo                | z.t.     |
| 7                             | Sven Erik Bystrøm    | Øster Hus-Ridley            | z.t.     |
| 8                             | Sébastien Hinault    | IAM Cycling                 | z.t.     |
| 9                             | Tom Van Asbroeck     | Topsport Vlaanderen-Baloise | z.t.     |
| 10                            | Lars Petter Nordhaug | Belkin                      | z.t.     |

| Algemeen klassement |                      |                             |          |
| Plaats              | Naam                 | Ploeg                       | Tijd     |
| Gouden trui         | Marc de Maar         | Unitedhealthcare            | 8u02'44" |
| 2                   | Maciej Paterski      | CCC Polsat Polkowice        | + 3"     |
| 3                   | Alexander Kristoff   | Katjoesja                   | + 10"    |
| 4                   | Tom Van Asbroeck     | Topsport Vlaanderen-Baloise | + 17"    |
| 5                   | Sondre Holst Enger   | Sparebanken Sør             | + 18"    |
| 6                   | Bauke Mollema        | Belkin                      | + 22"    |
| 7                   | Lars Petter Nordhaug | Belkin                      | + 24"    |
| 8                   | Bartłomiej Matysiak  | CCC Polsat Polkowice        | z.t.     |
| 9                   | Aleksejs Saramotins  | IAM Cycling                 | z.t.     |
| 10                  | Thomas Sprengers     | Topsport Vlaanderen-Baloise | z.t.     |

### 3e etappe
| Årnes - Budor (177,8 km) |                     |                      |          |
| Plaats                   | Naam                | Ploeg                | Tijd     |
| Winnaar                  | Sep Vanmarcke       | Belkin               | 4u13'15" |
| 2                        | Gustav Larsson      | IAM Cycling          | + 1"     |
| 3                        | Gatis Smukulis      | Katjoesja            | + 4"     |
| 4                        | Stef Clement        | Belkin               | + 6"     |
| 5                        | Jérôme Baugnies     | Wanty-Groupe Gobert  | + 12"    |
| 6                        | Jarosław Marycz     | CCC Polsat Polkowice | + 13"    |
| 7                        | Aleksejs Saramotins | IAM Cycling          | z.t.     |
| 8                        | Alexander Kristoff  | Katjoesja            | z.t.     |
| 9                        | Bauke Mollema       | Belkin               | z.t.     |
| 10                       | Gerald Ciolek       | MTN-Qhubeka          | z.t.     |

| Algemeen klassement |                      |                             |           |
| Plaats              | Naam                 | Ploeg                       | Tijd      |
| Gouden trui         | Marc de Maar         | Unitedhealthcare            | 12u16'12" |
| 2                   | Maciej Paterski      | CCC Polsat Polkowice        | + 3"      |
| 3                   | Gustav Larsson       | IAM Cycling                 | + 6"      |
| 4                   | Alexander Kristoff   | Katjoesja                   | + 10"     |
| 5                   | Tom Van Asbroeck     | Topsport Vlaanderen-Baloise | + 11"     |
| 6                   | Sondre Holst Enger   | Sparebanken Sør             | + 18"     |
| 7                   | Bauke Mollema        | Belkin                      | + 22"     |
| 8                   | Jérôme Baugnies      | Wanty-Groupe Gobert         | + 23"     |
| 9                   | Lars Petter Nordhaug | Belkin                      | + 24"     |
| 10                  | Aleksejs Saramotins  | IAM Cycling                 | z.t.      |

### 4e etappe
| Brumunddal - Lillehammer (195,3 km) |                      |                        |          |
| Plaats                              | Naam                 | Ploeg                  | Tijd     |
| Winnaar                             | Bauke Mollema        | Belkin                 | 4u53'55" |
| 2                                   | Jesper Hansen        | Tinkoff-Saxo           | + 3"     |
| 3                                   | Lars Petter Nordhaug | Belkin                 | + 6"     |
| 4                                   | Peio Bilbao          | Caja Rural-Seguros RGA | z.t.     |
| 5                                   | Kristoffer Skjerping | Joker                  | z.t.     |
| 6                                   | Sven Erik Bystrøm    | Øster Hus-Ridley       | z.t.     |
| 7                                   | Maciej Paterski      | CCC Polsat Polkowice   | z.t.     |
| 8                                   | Marc de Maar         | Unitedhealthcare       | z.t.     |
| 9                                   | Rubén Fernández      | Caja Rural-Seguros RGA | + 3"     |
| 10                                  | Jérôme Baugnies      | Wanty-Groupe Gobert    | + 6"     |

| Algemeen klassement |                      |                        |           |
| Plaats              | Naam                 | Ploeg                  | Tijd      |
| Gouden trui         | Marc de Maar         | Unitedhealthcare       | 17u10'13" |
| 2                   | Maciej Paterski      | CCC Polsat Polkowice   | + 3"      |
| 3                   | Bauke Mollema        | Belkin                 | + 6"      |
| 4                   | Gustav Larsson       | IAM Cycling            | z.t.      |
| 5                   | Jesper Hansen        | Tinkoff-Saxo           | + 15"     |
| 6                   | Lars Petter Nordhaug | Belkin                 | + 19"     |
| 7                   | Jérôme Baugnies      | Wanty-Groupe Gobert    | + 23"     |
| 8                   | Gerald Ciolek        | MTN-Qhubeka            | + 24"     |
| 9                   | Sven Erik Bystrøm    | Øster Hus-Ridley       | z.t.      |
| 10                  | Peio Bilbao          | Caja Rural-Seguros RGA | z.t.      |

### 5e etappe
| Gjøvik - Hønefoss (166 km) |                       |                             |          |
| Plaats                     | Naam                  | Ploeg                       | Tijd     |
| Winnaar                    | Alexander Kristoff    | Katjoesja                   | 4u04'40" |
| 2                          | Jempy Drucker         | Wanty-Groupe Gobert         | z.t.     |
| 3                          | Gerald Ciolek         | MTN-Qhubeka                 | z.t.     |
| 4                          | Maciej Paterski       | CCC Polsat Polkowice        | z.t.     |
| 5                          | Sébastien Reichenbach | IAM Cycling                 | z.t.     |
| 6                          | Peio Bilbao           | Caja Rural-Seguros RGA      | z.t.     |
| 7                          | Bjørn Tore Hoem       | Sparebanken Sør             | z.t.     |
| 8                          | Sondre Holst Enger    | Sparebanken Sør             | + 5"     |
| 9                          | Tom Van Asbroeck      | Topsport Vlaanderen-Baloise | z.t.     |
| 10                         | Daniele Bennati       | Tinkoff-Saxo                | z.t.     |
|                            |                       |                             |          |
| 12                         | Michel Kreder         | Wanty-Groupe Gobert         | z.t.     |

## Eindklassementen
| Plaats      | Naam                  | Ploeg                       | Tijd      |
| ----------- | --------------------- | --------------------------- | --------- |
| Gouden trui | Maciej Paterski       | CCC Polsat Polkowice        | 21u14'56" |
| 2           | Marc de Maar          | Unitedhealthcare            | + 3"      |
| 3           | Bauke Mollema         | Belkin                      | + 9"      |
| 4           | Gustav Larsson        | IAM Cycling                 | z.t.      |
| 5           | Gerald Ciolek         | MTN-Qhubeka                 | + 15"     |
| 6           | Jesper Hansen         | Tinkoff-Saxo                | + 18"     |
| 7           | Peio Bilbao           | Caja Rural-Seguros RGA      | + 21"     |
| 8           | Bjørn Tore Hoem       | Sparebanken Sør             | z.t.      |
| 9           | Jérôme Baugnies       | Wanty-Groupe Gobert         | + 26"     |
| 10          | Sven Erik Bystrøm     | Øster Hus-Ridley            | + 27"     |
| 11          | Edward Beltrán        | Tinkoff-Saxo                | z.t.      |
| 12          | Rubén Fernández       | Caja Rural-Seguros RGA      | + 31"     |
| 13          | Odd Christian Eiking  | Joker                       | + 37"     |
| 14          | Kristoffer Skjerping  | Joker                       | + 40"     |
| 15          | Sindre Lunke          | Sparebanken Sør             | z.t.      |
| 16          | Eliot Lietaer         | Topsport Vlaanderen-Baloise | + 47"     |
| 17          | Sébastien Reichenbach | IAM Cycling                 | + 1'05"   |
| 18          | Lars Petter Nordhaug  | Belkin                      | + 1'40"   |
| 19          | Michael Olsson        | Ringeriks-Kraft             | + 2'41"   |
| 20          | Ángel Madrazo         | Caja Rural-Seguros RGA      | + 2'51"   |

| Plaats      | Naam                 | Ploeg                       | Punten |
| ----------- | -------------------- | --------------------------- | ------ |
| Groene trui | Alexander Kristoff   | Katjoesja                   | 57     |
| 2           | Maciej Paterski      | CCC Polsat Polkowice        | 45     |
| 3           | Lars Petter Nordhaug | Belkin                      | 37     |
|             |                      |                             |        |
| 5           | Tom Van Asbroeck     | Topsport Vlaanderen-Baloise | 37     |
| 7           | Marc de Maar         | Unitedhealthcare            | 26     |

| Plaats        | Naam           | Ploeg            | Punten |
| ------------- | -------------- | ---------------- | ------ |
| Bolletjestrui | Amund Grøndahl | Sparebanken Sør  | 24     |
| 2             | Krister Hagen  | Øster Hus-Ridley | 22     |
| 3             | Sep Vanmarcke  | Belkin           | 18     |
|               |                |                  |        |
| 9             | Bauke Mollema  | Belkin           | 6      |

| Plaats     | Naam            | Ploeg                       | Tijd     |
| ---------- | --------------- | --------------------------- | -------- |
| Witte trui | Jesper Hansen   | Tinkoff-Saxo                | 21h15'14 |
| 2          | Peio Bilbao     | Caja Rural-Seguros RGA      | + 03"    |
| 3          | Bjørn Tore Hoem | Sparebanken Sør             | z.t.     |
|            |                 |                             |          |
| 10         | Eliot Lietaer   | Topsport Vlaanderen-Baloise | + 29"    |

## Klassementenverloop
| Etappe       | Winnaar            | Algemeen klassement · | Puntenklassement · | Bergklassement · | Jongerenklassement · | Ploegenklassement ·         |
| ------------ | ------------------ | --------------------- | ------------------ | ---------------- | -------------------- | --------------------------- |
| 1            | Alexander Kristoff | Alexander Kristoff    | Alexander Kristoff | Adrian Gjølberg  | Sondre Holst Enger   | Topsport Vlaanderen-Baloise |
| 2            | Marc de Maar       | Marc de Maar          | Alexander Kristoff | August Jensen    | Tom Van Asbroeck     | CCC Polsat Polkowice        |
| 3            | Sep Vanmarcke      | Marc de Maar          | Alexander Kristoff | Sep Vanmarcke    | Tom Van Asbroeck     | Belkin                      |
| 4            | Bauke Mollema      | Marc de Maar          | Alexander Kristoff | Amund Grøndahl   | Jesper Hansen        | IAM Cycling                 |
| 5            | Alexander Kristoff | Maciej Paterski       | Alexander Kristoff | Amund Grøndahl   | Jesper Hansen        | IAM Cycling                 |
| 0Eindstanden | 0Eindstanden       | Maciej Paterski       | Alexander Kristoff | Amund Grøndahl   | Jesper Hansen        | IAM Cycling                 |

## UCI Europe Tour
In deze Ronde van Noorwegen waren punten te verdienen voor de ranking in de UCI Europe Tour 2014. Enkel renners die uitkwamen voor een (pro-)continentale ploeg, maakten aanspraak om punten te verdienen.
| Positie                      | 1e  | 2e | 3e | 4e | 5e | 6e | 7e | 8e | 9e | 10e | 11e | 12e | 13e | 14e | 15e |
| Eindklassement               | 100 | 70 | 40 | 30 | 25 | 20 | 15 | 10 | 9  | 8   | 7   | 6   | 5   | 4   | 3   |
| Per etappe                   | 20  | 14 | 8  | 7  | 6  | 5  | 4  | 2  |    |     |     |     |     |     |     |
| Drager leiderstrui (per dag) | 10  |    |    |    |    |    |    |    |    |     |     |     |     |     |     |

| #  | Renner                | Ploeg                       | Punten |
| -- | --------------------- | --------------------------- | ------ |
| 1  | Maciej Paterski       | CCC Polsat Polkowice        | 125    |
| 2  | Marc de Maar          | Unitedhealthcare            | 120    |
| 3  | Gustav Larsson        | IAM Cycling                 | 44     |
| 4  | Gerald Ciolek         | MTN-Qhubeka                 | 37     |
| 5  | Peio Bilbao           | Caja Rural-Seguros RGA      | 27     |
| 6  | Sondre Holst Enger    | Sparebanken Sør             | 22     |
| 7  | Sven Erik Bystrøm     | Øster Hus-Ridley            | 17     |
| 8  | Jérôme Baugnies       | Wanty-Groupe Gobert         | 15     |
| 9  | Jempy Drucker         | Wanty-Groupe Gobert         | 14     |
| 9  | Bjørn Tore Hoem       | Øster Hus-Ridley            | 14     |
| 11 | Aleksejs Saramotins   | IAM Cycling                 | 11     |
| 12 | Kristoffer Skjerping  | Joker                       | 10     |
| 13 | Tom Van Asbroeck      | Topsport Vlaanderen-Baloise | 8      |
| 14 | Zico Waeytens         | Topsport Vlaanderen-Baloise | 6      |
| 14 | Sébastien Reichenbach | IAM Cycling                 | 6      |
| 14 | Rubén Fernández       | Caja Rural-Seguros RGA      | 6      |
| 17 | Bartłomiej Matysiak   | CCC Polsat Polkowice        | 5      |
| 17 | Jarosław Marycz       | CCC Polsat Polkowice        | 5      |
| 17 | Odd Christian Eiking  | Joker                       | 5      |
| 20 | Sindre Lunke          | Sparebanken Sør             | 3      |
| 21 | Thomas Sprengers      | Topsport Vlaanderen-Baloise | 2      |
| 21 | Sébastien Hinault     | IAM Cycling                 | 2      |

Mannen:
2011 · 2012 · 2013 · 2014 · 2015 · 2016 · 2017 · 2018 · 2019 · 2020 ·2021 · 2022 · 2023 · 2024
Vrouwen:
2014 · 2015 · 2016 · 2017 · 2018 · 2019 · 2020 · 2021 · →
Etappewedstrijden

 Ster van Bessèges ·
 Ronde van de Middellandse Zee ·
 Ruta del Sol ·
 Ronde van de Algarve ·
 Ronde van de Haut-Var ·
 Driedaagse van West-Vlaanderen ·
 Internationale Wielerweek ·
 Internationaal Wegcriterium ·
 Driedaagse van De Panne-Koksijde ·
 Ronde van de Sarthe ·
 Ronde van Trentino ·
 Ronde van Turkije ·
 Vierdaagse van Duinkerke ·
 Ronde van Azerbeidzjan ·
 Szlakiem Grodów Piastowskich ·
 Ronde van Castilië en León ·
 Ronde van Picardië ·
 Ronde van Noorwegen ·
 World Ports Classic ·
 Ronde van Beieren ·
 Ronde van België ·
 Tour des Fjords ·
 Ronde van Estland ·
 Ronde van Luxemburg ·
 Boucles de la Mayenne ·
 Ster ZLM Toer ·
 Ronde van Slovenië ·
 Route du Sud ·
 Ronde van Oostenrijk ·
 Sibiu Cycling Tour ·
 Ronde van Wallonië ·
 Ronde van Portugal ·
 Ronde van Denemarken ·
 Ronde van de Ain ·
 Ronde van Burgos ·
 Arctic Race of Norway ·
 Ronde van de Limousin ·
 Ronde van Poitou-Charentes ·
 Ronde van Groot-Brittannië ·
 Ronde van Gévaudan Languedoc-Roussillon ·
 Eurométropole Tour
Eendaagse wedstrijden

 GP La Marseillaise ·
 Grote Prijs van de Etruskische Kust ·
 Trofeo Palma ·
 Trofeo Ses Salines ·
 Trofeo Serra de Tramuntana ·
 Trofeo Platja de Muro ·
 Trofeo Laigueglia ·
 Ronde van Murcia ·
 Omloop Het Nieuwsblad ·
 Classic Sud Ardèche ·
 GP Lugano ·
 Clásica de Almería ·
 Kuurne-Brussel-Kuurne ·
 La Drôme Classic ·
 Le Samyn ·
 GP Città di Camaiore ·
 Strade Bianche ·
 Roma Maxima ·
 Ronde van Drenthe ·
 Dwars door Drenthe ·
 Nokere Koerse ·
 GP Nobili Rubinetterie ·
 Handzame Classic ·
 Classic Loire-Atlantique ·
 Grote Prijs van Cholet-Pays de Loire ·
 Dwars door Vlaanderen ·
 Route Adélie de Vitré ·
 Volta Limburg Classic ·
 Grote Prijs Miguel Indurain ·
 Ronde van La Rioja ·
 Scheldeprijs ·
 GP Cerami ·
 Klasika Primavera ·
 Parijs-Camembert ·
 Brabantse Pijl ·
 GP Denain ·
 Ronde van de Finistère ·
 Tro Bro Léon ·
 Ronde van Keulen ·
 La Roue Tourangelle ·
 Rund um den Finanzplatz Eschborn-Frankfurt ·
 Ronde van de Somme ·
 ProRace Berlin ·
 Grote Prijs van Plumelec ·
 Boucles de l'Aulne ·
 Ronde van Zeeland Seaports ·
 GP Kanton Aargau ·
 Ronde van Limburg ·
 Ronde van de Apennijnen ·
 Halle-Ingooigem ·
 Prueba Villafranca de Ordizia ·
 GP Industria & Artigianato-Larciano ·
 Ronde van Toscane ·
 Circuito de Getxo ·
 Polynormande ·
 RideLondon Classic ·
 GP Stad Zottegem ·
 Arnhem-Veenendaal Classic ·
 Châteauroux Classic de l'Indre ·
 Druivenkoers Overijse ·
 Brussels Cycling Classic ·
 GP Fourmies ·
 Ronde van de Doubs ·
 GP Jef Scherens ·
 Coppa Bernocchi ·
 GP van Wallonië ·
 Coppa Agostoni ·
 Ronde van de Drie Valleien ·
 Kampioenschap van Vlaanderen ·
 Grote Prijs Impanis-Van Petegem ·
 Memorial Marco Pantani ·
 GP Industria & Commercio di Prato ·
 GP van Isbergues ·
 Omloop van het Houtland ·
 Duo Normand ·
 Milaan-Turijn ·
 Ronde van het Münsterland ·
 Ronde van de Vendée ·
 Memorial Frank Vandenbroucke ·
 Coppa Sabatini ·
 Parijs-Bourges ·
 Ronde van Emilia ·
 Parijs-Tours ·
 GP Beghelli ·
 Nationale Sluitingsprijs ·
 Chrono des Nations